# Goniotermasia
Goniotermasia is een geslacht van vlinders van de familie uilen (Noctuidae), uit de onderfamilie Hadeninae.

## Soorten
- G. bistrigata Bethune-Baker, 1906
- G. meeki Bethune-Baker